# Computer Chess
Computer chess é um filme independente do gênero comédia-drama escrito e dirigido por Andrew Bujalski. O filme estreou no Sundance Film Festival em 2013, onde ganhou o Prêmio Alfred P. Sloan. Posteriormente foi exibido no South by Southwest Festival e no Maryland Film Festival.
É o segundo filme em preto e branco de Bujalski, tendo sido filmado com câmeras de vídeo analógicas. É também o mais improvisado de seus filmes, com um roteiro de apenas oito páginas. Bujalski também lançou atores amadores que eram experientes em informática.

## Enredo
Em 1980, durante um encontro anual de nerds, em um hotel não identificado da Califórnia, ocorre uma competição entre equipes de programadores para se saber qual é o melhor programa de computador no jogo de xadrez. Um grande mestre de xadrez (Gerald Peary) preside o evento como mestre de cerimônias. Primitivos e desajeitados computadores pessoais são utilizados na competição. Cortes de cabelo ruins, camisetas dorky, "óculos de controle de natalidade" e outros apetrechos curiosos são onipresentes no filme.
Simultaneamente, no mesmo hotel, um grupo de movimento do potencial humano (os "buscadores") tem ocasionais desentendimentos com os nerds, ocasionando momentos difíceis e bem-humorados.

## Elenco
- Patrick Riester como Peter Bishton
- Wiley Wiggins como Martin Beuscher
- Myles Paige como Michael Papageorge
- Robin Schwartz como Shelly Flintic
- Gerald Peary como Pat Henderson
- Gordon Kindlmann como Tom Schoesser